# منقید (یمن)
 منقید  روستایی است در عزلهٔ (مخلاف العود)، وأعمال النادره، از توابع استان حَجّه در کشور یمن در شبه جزیره عربستان.

## جمعیت
جمعیت آن (۵۶۵) نفر (۱۳ خانوار) می‌باشد.